# Rubrius scottae
Espèce
Rubrius scottae est une espèce d'araignées aranéomorphes de la famille des Macrobunidae.

## Distribution
Cette espèce est endémique de la province de Río Negro en Argentine,. Elle se rencontre vers le lac Mascardi.

## Description
La femelle holotype mesure 4,2 mm.

## Systématique et taxinomie
Cette espèce a été décrite par Mello-Leitão en 1940.

## Étymologie
Cette espèce est nommée en l'honneur de María Isabel Hylton Scott. 

## Publication originale
- Mello-Leitão, 1940 : « Arañas de la provincia de Buenos Aires y de las gobernaciones de La Pampa, Neuquén, Río Negro y Chubut. » Revista del Museo de La Plata, N.S., Zoología, vol. 2, p. 3-62.